# エスニコス・ディハズモス
エスニコス・ディハズモス（ギリシャ語: Εθνικός Διχασμός、日本語で国家大分裂）とは、ギリシャの首相であったエレフセリオス・ヴェニゼロスと国王コンスタンティノス1世の間で、ギリシャが第一次世界大戦に参戦すべきかどうかという論争を中心とした一連の事件である。

## 解説
第一次世界大戦に際し、首相ヴェニゼロスは連合国側での参戦を主張したが、国王コンスタンティノス1世は中立を望んだ。両者の溝は深まり、1915年にヴェニゼロスが首相を辞任すると、国王はディミトリオス・グナリスを首相に任命した。連合国（イギリスとフランス）の支援を受けたヴェニゼロスは、1916年9月にアテネの政府に対抗すべくテッサロニキに政府を樹立した。こうして、ひとつの国家にふたつの政府が併存する「国家大分裂（エスニコス・ディハズモス）」と呼ばれる状況が生まれた。
1917年5月、国王がイギリスとフランスの圧力に屈したことで、国家大分裂はヴェニゼロス派の勝利に終わり、ギリシャは連合国側で第一次世界大戦に参戦することになった。ヴェニゼロスはテッサロニキからアテネに帰還し、国王は王位を息子のアレクサンドロスに譲り、亡命した。
この対立は、国内を2つの陣営に分け、ギリシャ社会に極めて深い亀裂を生じさせた。この軋轢の影響は1930年代の終わりまで残った。その後の「小アジアの災害」も、国家大分裂の影響が大きいと主張する研究者もいる。